# Селютин, Михаил Михайлович
Михаил Михайлович Селютин (12 октября 1940, Рубцовск, Алтайский край, РСФСР, СССР — 26 мая 2016, Москва, Россия) — советский актёр театра, кино и озвучивания, режиссёр, сценарист.

## Биография
Родился 12 октября 1940 года в Рубцовске Алтайского края. Своего отца не видел, так как он ушёл из семьи, когда ребёнок был маленьким. Воспитывала Селютина мать и неродной отец, за которого мать повторно вышла замуж.
По причине того, что отчим являлся военнослужащим, семья часто меняла место жительства. В Свердловске окончил среднюю школу № 36, после чего в 1957 году поступил учеником НДТ в Свердловскую дирекцию радиотрансляционных сетей, где находился более года. Был вынужден уволиться из-за нового переезда. Оказавшись в Кузнецке, молодому человеку посчастливилось попасть без образования во вспомогательный состав местного городского театра, где Селютин получил первый опыт в качестве театрального актёра, снявшись в двух эпизодических ролях, также был задействован в массовках сцены. С отъездами в другие города, Селютин часто менял театры. Служил в Карагандинском областном театре, Акмолинском театре и в Театре-студии киноактёра, позднее ставший как Центр театра и кино под руководством Никиты Михалкова, куда после поступления на актёрский факультет ВГИКа был зачислен. Во время учёбы на втором курсе, был призван в ряды Советской армии. После демобилизации вернулся во ВГИК и окончил его в мастерской Бориса Андреевича Бабочкина в 1966 году.
По мимо театров, снимался в кино. Пик интересный ролей в работах кинематографии пришёл на середину 1960-х годов, с годами перешёл на небольшие роли. Занимался режиссированием, работал в качестве сценариста.
Ушёл из жизни 26 мая 2016 года. Похоронен на Ивановском кладбище Ленинского района Московской области.

### Личная жизнь
Был женат на Галине Георгиевне Москотовой, в их семье родилась дочь Екатерина.

## Творчество

### Фильмография
- 1966 — Нет и да — милиционер
- 1967 — За нами Москва — Чижов
- 1967 — На два часа раньше — Дед Мороз — главная роль
- 1968 — Шестое июля — матрос Фёдор
- 1968 — Щит и меч — агент (первый фильм)
- 1969 — Каждый вечер в одиннадцать — Миша
- 1969 — Король-олень — дзанни
- 1970,1971,1972 — Руины стреляют… — Лёня
- 1971 — Корона Российской Империи, или снова Неуловимые — помощник Смирнова
- 1971 — Остров сокровищ — Дик Джонсон
- 1971 — Пришёл солдат с фронта — солдат
- 1972 — Сибирячка — колхозник
- 1973 — Бесстрашный атаман — жандарм
- 1973 — Нейлон 100 % — артист цирка Виктор
- 1974 — Если хочешь быть счастливым — оператор
- 1974 — Хождение по мукам — член ревкома города Екатеринославля
- 1975 — Ау-у! (киноальманах)
- 1975 — Ярослав Домбровский
- 1976 — Восхождение — пособник фашистов
- 1976 — Три Турбиных — поручник
- 1976 — Опровержение — Владимир Фролов
- 1976 — Солнце, снова солнце
- 1976 — Фитиль — участник собрания (короткометражный, № 170)
- 1977 — Бухта радости — Николай
- 1977 — Ночь над Чили — офицер
- 1977 — Пыль под солнцем — Иванов
- 1979 — Поэма о крыльях

### Озвучивание
- 1969 — По следу тигра
- 1975 — Первая ласточка — Иосеб
- 1992 — Гроза над Русью — князь Вяземский

### Работы в качестве режиссёра
- 1982 — Уходят осенью мужчины

### Работы в качестве сценариста
- 1992 — Гроза над Русью

### Участие в фильмах
- 2012 — Тайны советского кино (документальный; выпуск «Родня»)